# سنط هلالي
السنط الهلالي هي شجيرة من جنس السنط المتوطنة في شرق أسترالية.